# Kurt Müller (cyclisme)
Kurt Müller, né le 22 mai 1938 à Nauen et mort le 26 mai 2022 à Byhleguhre-Byhlen, est un coureur cycliste allemand professionnel de 1952 à 1964. Il pratique le cyclisme sur route, sur piste et le cyclo-cross.

## Biographie
Müller commence sa carrière avec l’équipe BSG Stahl Hennigsdorf en 1952. L'Allemand remporte plus de 20 courses dans les compétitions de juniors. À partir de 1958, il court pour le SC Dynamo Berlin. Sa deuxième place sur le Rund um Berlin en 1958, derrière Rudi Kirchhoff, est sa première belle performance. De plus, il gagne cette année-là Berlin-Angermünde-Berlin. En 1959, Müller devient membre de l'équipe nationale de RDA. Il fait sa première apparition internationale lors du Tour de Roumanie, qu'il termine à la cinquième place. Un an plus tard, il remporte le Tour d'Égypte. Il prend également le départ du Tour de Suède, du Tour de Tunisie et du Tour du Maroc. 
Lors de ses participations au Tour de RDA, sa meilleure performance est la 4e place en 1961, avec une victoire d'étape. Müller gagne le championnat de RDA de contre-la-montre par équipe de 1961 à 1964 et en 1966 avec le SC Dynamo Berlin. Parmi les classiques allemandes, il remporte le Grenzland-Preis en 1960. En 1963, il s'adjuge la plus longue course sur route de RDA, Berlin-Cottbus-Berlin. En 1964, il gagne la course Rund um Sebnitz, gagnée un an plus tôt par Eddy Merckx.

## Palmarès sur route

### Par année
- 1958
  - Berlin-Angermünde-Berlin
  - 2e du Rund um Berlin
  - 2e du championnat de RDA du contre-la-montre par équipes
- 1960
  - Tour d'Égypte
- 1961
  -  Champion de RDA du contre-la-montre par équipes
  - Tour de RDA
    - 4e du classement général
    - 6eb étape

  - 1re étape du Tour de Tunisie
- 1962
  -  Champion de RDA du contre-la-montre par équipes
- 1963
  -  Champion de RDA du contre-la-montre par équipes
  - Berlin-Cottbus-Berlin
- 1964
  -  Champion de RDA du contre-la-montre par équipes
  - Rund um Sebnitz
- 1965
  - 2e du championnat de RDA du contre-la-montre par équipes
- 1966
  -  Champion de RDA du contre-la-montre par équipes